# ADSL

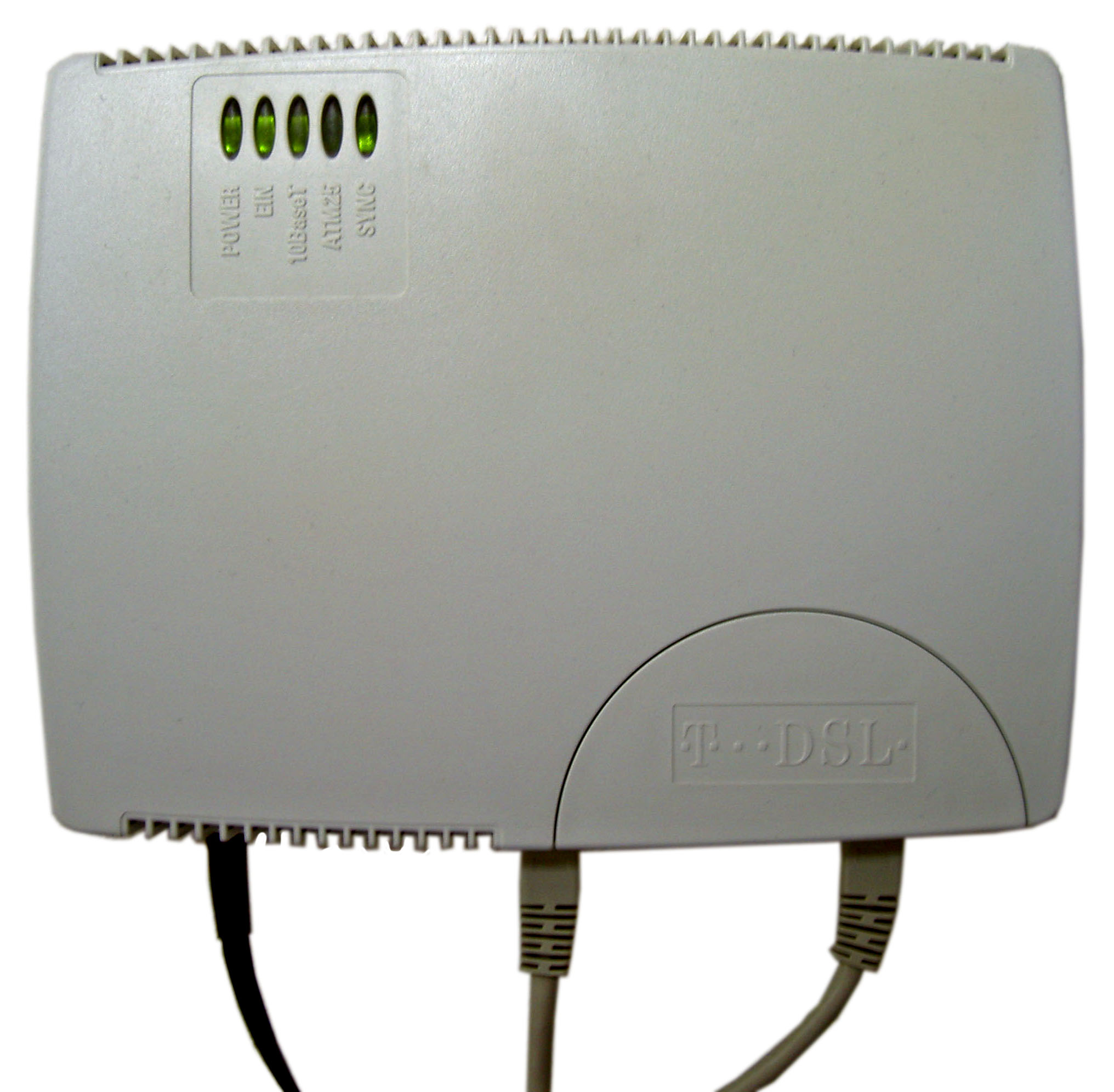
Modem ADSL della Deutsche Telekom

La ADSL (acronimo dall'inglese Asymmetric Digital Subscriber Line; in italiano “Linea Abbonata Digitale Asimmetrica”) è una tecnologia di telecomunicazioni a banda larga della famiglia delle DSL, che tramite un modem collegato al doppino telefonico (facente parte dell'ultimo miglio della rete di accesso telefonica), previa la stipulazione di un contratto con un internet service provider, consente di accedere digitalmente ad Internet.

## Panoramica
L'ADSL, come le più lente e antecedenti connessioni dial-up, funziona sulla banda passante della rete telefonica POTS ma senza impegnare la linea telefonica, tuttavia si rende necessario l'utilizzo di uno splitter che separi le due frequenze in modo tale che i due servizi non interferiscano tra di loro. Questa tecnologia è tendenzialmente impiegata nei casi in cui l'ultimo miglio (la distanza dalla centrale telefonica) non superi i 4 chilometri (2 mi), per evitare un'eccessiva attenuazione del segnale.
Dal punto di vista tecnico, la diafonia risulta più evidentemente nell'ultimo miglio — dove i cavi telefonici relativi alle varie utenze sono vicini tra loro — rispetto al tratto più vicino alla centrale, il DSLAM dunque trasmette con un bitrate più elevato rispetto a quanto viene fatto dai modem, senza poi considerare che la maggior parte degli utenti richiede meno banda in upload che in download. Differisce per questi motivi dalla meno comune SDSL perché, sulla ADSL, il downstream è superiore all'upstream: da 640 kbit/s a diverse decine di Mbit/s in download e da 128 Kbit/s a 1 Mbit/s in upload.
L'idea dell'ADSL, così come di tutte le altre tecnologie DSL, nasce fondamentalmente dalla consapevolezza che la banda passante disponibile del doppino telefonico è di fatto molto maggiore di quella effettivamente utilizzata per il consueto traffico di fonia e dunque potenzialmente sfruttabile per una trasmissione dati efficiente a larga banda.
In Italia la tecnologia ADSL è in uso dal 1º gennaio 2000, quando la Galactica lanciò a Milano «Power Internet» a 640 kb/s. Dal 26 gennaio 2000 anche Tin.it fece altrettanto per 25 città italiane.

## Descrizione
Gli accessi a internet ADSL o equivalenti vengono considerati "banda larga" (o broadband), e hanno ormai soppiantato quasi totalmente sia i modem tradizionali analogici di tipo dial-up, che consentono velocità massime di 56 kbit/s in scaricamento e 48 kbit/s in caricamento (standard V.92), sia le linee ISDN che arrivano fino a 128 kbit/s (utilizzando doppio canale a 64 kbit/s) simmetrici.
Il doppino telefonico in rame era stato progettato, e viene tuttora usato, per la comunicazione in voce, che utilizza frequenze tra 300 e 3.400 hertz, perché questa banda viene considerata come limite minimo per l'intelligibilità della voce umana (ed era generabile nativamente dalla "storica" capsula telefonica a granuli di carbone), ma ha in realtà una banda passante di alcuni MHz. Per sfruttare tutta la banda effettivamente disponibile, vengono attualmente utilizzate tecniche di Multiplazione a divisione di frequenza per separare il segnale vocale (sotto i 4 kHz) dal traffico dati (sopra i 25,875 kHz), e il traffico dati in caricamento da quello in scaricamento.
Sin dai primi anni sessanta lo stesso principio è stato utilizzato per la filodiffusione, il cui segnale audio (20 - 15.000 Hz modulato AM), utilizza frequenze portanti crescenti per ciascun canale, fino ai 350 kHz.
Il collegamento ADSL è terminato da un modem ADSL a casa dell'utente (spesso incorporato in un router ma anche interno nel computer), e da un DSLAM nella centrale telefonica: essi hanno sostanzialmente le stesse funzioni lavorando in maniera duale in una stessa trasmissione dati dalla centrale all'utente o dall'utente verso la centrale.
La separazione tra il segnale vocale e quello dati viene effettuato tramite appositi filtri denominati "splitter" posizionati presso il domicilio dell'utenza e nella centrale telefonica. La parte a bassa frequenza del segnale, cioè la fonia, viene inviata rispettivamente ai telefoni e ai commutatori telefonici preesistenti, preservando il servizio telefonico; la parte in alta frequenza, cioè la parte dati, ai DSLAM o al modem/router a casa dell'utente.
Un altro vantaggio della tecnologia ADSL è la separazione delle bande dedicate allo scaricamento e quelle dedicate al caricamento, a differenza ad esempio del collegamento mediante protocollo V.90 che essendo molto vicino al limite teorico di un canale telefonico non permette un sistema duplex alla massima velocità.

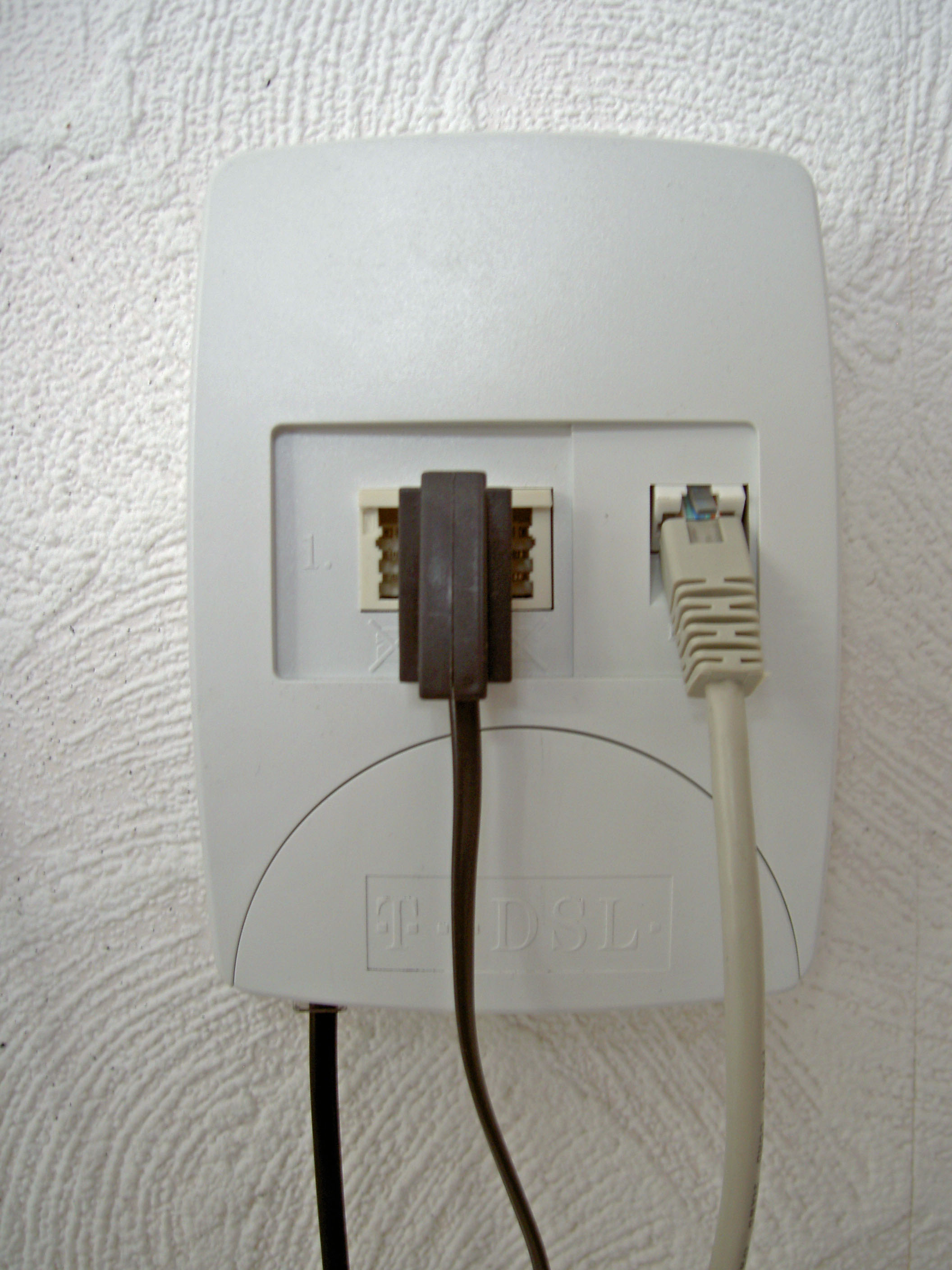
Splitter ADSL per separare dati e voce in uso in Germania

### Modulazione
La banda del canale trasmissivo viene suddivisa in vari sottocanali (detti "frequency bin") spaziati tra loro di 4,3125 kHz. I canali tra 25,875 kHz e 138 kHz vengono usati per i canali di caricamento, mentre quelli dai 138 kHz ai 1,1 MHz (2,2 MHz per ADSL 2+) per i canali in scaricamento.
La modulazione utilizzata è di tipo OFDM (Orthogonal Frequency-Division Multiplexing): i canali vengono utilizzati in parallelo, e sono modulati con un codice in modo da minimizzare l'interferenza tra loro. Questa architettura permette di sfruttare al meglio canali trasmissivi "problematici" ovvero soggetti a disturbi sotto forma di rumore e interferenza, adattando la modulazione alle caratteristiche dei singoli canali e scartando i canali inutilizzabili. Questa adattabilità è necessaria perché vengono utilizzate linee di trasmissione con caratteristiche eterogenee e soggette a varie forme di interferenza come ad esempio la diafonia da crosstalk. La velocità di connessione non è dunque costante e dipende dallo stato del canale di comunicazione oltre che dalla multiplazione statistica a domanda delle risorse trasmissive di rete disponibili al variare del numero di utenti connessi.

#### Sincronizzazione
Ciascun canale, in base alla sua qualità (attenuazione, rapporto segnale/rumore), può essere utilizzato a diverse frequenze di bit utilizzando costellazioni più o meno ampie di simboli.
Al momento di stabilire la connessione, il modem ADSL e il DSLAM analizzano la qualità della linea su ciascun canale e decidono come utilizzare ciascun canale ("bits-per-bin allocation"). Questa operazione è detta "sincronizzazione" del modem e può richiedere anche alcune decine di secondi. Durante questa fase normalmente il led "link" del modem lampeggia e diventa fisso quando la sincronizzazione è stata ottenuta.
Nella scelta della costellazione da usare per ciascun canale viene scelto un compromesso tra velocità di trasmissione e affidabilità: utilizzando una costellazione più ampia, cioè a maggior numero di simboli, si ottiene infatti una velocità maggiore, ma aumenta al contempo il rischio di disconnessione in caso di peggioramento della qualità della linea.
La somma delle capacità negoziate su ciascun canale è la velocità di connessione riportata dal modem.
I modem sono normalmente in grado di adattarsi al mutare delle condizioni della linea "spostando" bit tra canali ("bit swapping"), ma se le condizioni della linea peggiorano troppo questa misura non è più sufficiente e avviene una disconnessione.

### Protocolli utilizzati

Frequenze utilizzate dall'ADSL

Sopra il collegamento di livello trasmissione così stabilito, deve essere utilizzata una pila di protocolli piuttosto complessa per supportare IP che è la seguente (in ordine a partire dal basso):
- Sul collegamento tra il modem e il DSLAM, e dal DSLAM al server di accesso, viene creato un circuito virtuale ATM.
- Per selezionare il protocollo trasportato in ATM, è necessario usare un metodo di incapsulamento, VC-MUX o LLC.
- nel circuito virtuale viene trasportato PPPoA oppure PPPoE.
- nel circuito PPP, viene finalmente trasportato IP.

### Standard ADSL
| Standard                 | Nome comune        | Velocità massima in downstream | Velocità massima in upstream |
| ------------------------ | ------------------ | ------------------------------ | ---------------------------- |
| ANSI T1.413-1998 Issue 2 | ADSL               | 8 Mbit/s                       | 1 Mbit/s                     |
| ITU G.992.1              | ADSL (G.dmt)       | 8 Mbit/s                       | 1 Mbit/s                     |
| ITU G.992.1 Annex A      | ADSL over POTS     | 10 Mbit/s                      | 1 Mbit/s                     |
| ITU G.992.1 Annex B      | ADSL over ISDN     | 10 Mbit/s                      | 1 Mbit/s                     |
| ITU G.992.1 Annex C      |                    |                                |                              |
| ITU G.992.2              | ADSL Lite (G.lite) | 1.5 Mbit/s                     | 0,5 Mbit/s                   |
| ITU G.992.3              | ADSL2 (G.bis)      | 12 Mbit/s                      | 1 Mbit/s                     |
| ITU G.992.3 Annex J      | ADSL2              | 12 Mbit/s                      | 3,5 Mbit/s                   |
| ITU G.992.3 Annex L      | RE-ADSL2           | 6 Mbit/s                       | 1,2 Mbit/s                   |
| ITU G.992.3 Annex M      |                    |                                |                              |
| ITU G.992.4              | ADSL2 (G.bis.lite) | 12 Mbit/s                      | 1 Mbit/s                     |
| ITU G.992.4 Annex J      | ADSL2              | 12 Mbit/s                      | 3,5 Mbit/s                   |
| ITU G.992.4 Annex L      | RE-ADSL2           | 6 Mbit/s                       | 1,2 Mbit/s                   |
| ITU G.992.5              | ADSL2+             | 24 Mbit/s                      | 1 Mbit/s                     |
| ITU G.992.5 Annex L      | RE-ADSL2+          | 24 Mbit/s                      | 1 Mbit/s                     |
| ITU G.992.5 Annex M      | ADSL2+M            | 24 Mbit/s                      | 3,5 Mbit/s                   |

Lo standard non-Annex ADSL2 e ADSL2+ supporta un'ulteriore larghezza di banda di 256 kbit/s in upstream se viene usata normalmente per chiamate vocali POTS.
Una nuova tecnologia, Dynamic Spectrum Management, promette di elevare la banda del tradizionale doppino telefonico dagli attuali 25 Mbit/s a 250 Mbit/s, grazie a modelli matematici più avanzati di correzione del segnale, e a una modulazione intelligente della potenza elettrica trasmissiva fra le varie bande.
In questo modo si riuscirebbero a eliminare gran parte delle interferenze generate dalla distanza di trasmissione e dal mezzo metallico. La tecnologia è brevettata da John Papandriopoulos, PhD all'Università di Melbourne, Australia, e necessita di alcuni anni per divenire commerciale.

#### ADSL e VDSL2
Una ADSL, in quanto asimmetrica (cioè velocità di caricamento diverse da quelle di scaricamento) è adatta ad esempio allo scaricamento via web, streaming audio/video, ecc. Sono invece penalizzate le applicazioni per la comunicazione di fonia (è infatti il caso del VoIP) e la condivisione dati (file sharing in reti P2P) a causa della generale bassa velocità di caricamento cioè di trasmissione attualmente (2007) offerta dai vari gestori.
In Francia dal 2005, e in Germania è stata introdotta la tecnologia VDSL2 che fornisce una velocità simmetrica di 50 Mbit/s sia in scaricamento sia in caricamento.

### ADSL con IP statico e privacy
Le connessioni ADSL pongono un problema di privacy, se l'indirizzo IP è configurato staticamente. In questi casi, poiché l'IP assegnato all'utenza è lo stesso a ogni connessione, risulta facile identificare il traffico dati generato dalla navigazione di questi utenti e associarlo a quello relativo alle sessioni precedenti. Il numero telefonico e il nominativo del titolare della linea utilizzata nella connessione restano dati protetti (disponibili solo su richiesta della magistratura), ma l'indirizzo IP viene registrato nei file di log di qualunque sito visitato ed è trasmesso continuamente durante qualsiasi tipo di trasferimento dati.
Anche nel caso in cui si scelga di non fare mai uso esplicito di nome e cognome le informazioni raccolte possono essere aggregate in base all'indirizzo IP per risalire a informazioni di carattere personale.
L'uso di programmi, come Tor o Privoxy, e di trucchi per rendere anonima la connessione può aiutare a rendere più difficile la tracciatura; tuttavia il provider che fornisce il servizio di connettività ha sempre potenziale accesso a tutte le operazioni effettuate. Fatto, quest'ultimo, altrettanto valido per le tradizionali connessioni dial-up PSTN.

## Installazione
L'attivazione del servizio ADSL lato utente richiede l'applicazione ai dispositivi "standard" (prese di telefoni, fax e modem analogici) di un opportuno filtro (o splitter) ADSL, che fa sì che a tali apparati arrivino soltanto le frequenze relative al servizio telefonico di base, bloccando a monte quelle per la trasmissione dati, che altrimenti possono generare disturbi e fruscii. Attualmente (2007) i produttori di modem e router hanno la tendenza a installare un filtro passa-alto ad alto grado (5º o superiore) direttamente dentro il modem, così facendo tutti gli eventuali rumori o disturbi causati dal modem nella gamma delle frequenze telefoniche (0 – 4.000 Hz) vengono eliminati a monte, evitando che si diffondano nel sistema telefonico classico permettendo, in alcuni casi, di poter escludere i filtri applicati a ogni singola presa telefonica presente nell'abitazione. Un filtro analogo deve essere installato presso la centrale telefonica.

### ADSL e linee ISDN
Si noti che su una linea ISDN, dove è applicato lo standard ITU G.992.1 Annex A, non può essere aggiunta l'ADSL, perché ci sarebbero delle frequenze in comune. In questi casi è necessaria l'aggiunta di una nuova linea telefonica dedicata al solo servizio ADSL.
In Germania e in Svizzera, dove lo sviluppo di ISDN era molto elevato, si è preferito chiedere ai costruttori di apparati di sviluppare versioni localizzate che lasciassero libere le frequenze usate da ISDN, come previsto dallo standard ITU G.992.1 Annex B. Inoltre l'ISDN ha la differenza, rispetto all'ADSL, di digitalizzare anche chiamate telefoniche oltre al flusso dati, che però è significativamente inferiore a quello dell'ADSL.

### Il problema dei MUX e dei DSLAM
Teoricamente metà della banda disponibile su un singolo doppino può essere dedicata al segnale analogico che serve 700 utenze telefoniche; l'altra metà per utenze ADSL. Il numero di utenze servibili dipende dal "taglio" di banda richiesto.
Talvolta la centrale telefonica risulta coperta da ADSL, ma ad alcuni numeri di telefono della centrale non è attivabile la banda larga perché i rispettivi doppini sono collegati a un MUX.
Il MUX infatti alza la bassa frequenza delle chiamate vocali fino alle alte frequenze del segnale ADSL. In questo modo la banda destinata all'ADSL viene utilizzata per il traffico voce di altre 700 utenze telefoniche risparmiando un secondo doppino che altrimenti sarebbe necessario per servire altre 700 utenze telefoniche. I MUX quindi dimezzano la quantità di doppini necessari, ma utilizzano frequenze necessarie al funzionamento dell'ADSL limitando dunque la velocità massima del collegamento dati in Internet a soli 56 kbit/s della linea telefonica (128 se si ha una linea ISDN).
Se la centrale telefonica è servita da ADSL (ossia ha un DSLAM), o è a pochi chilometri da un'altra servita da ADSL, il problema può essere risolto senza un onere eccessivo. Viene tolto il MUX in modo da liberare la banda del doppino da riservare all'ADSL e questo doppino viene collegato a un DSLAM. Così viene realizzata la copertura di 700 utenze, ma ovviamente le altre 700 che utilizzavano la banda ADSL per le chiamate vocali tramite MUX restano senza linea telefonica.
Per evitare ciò è necessario dunque stendere un nuovo doppino fra la centrale telefonica e il punto di terminazione dei doppini delle utenze. Questo processo è quindi necessario per ogni doppino che era collegato al MUX.
Dunque, se non si riceve il segnale ADSL sono possibili essenzialmente 2 casi:
1. centrale con DSLAM (coperta da ADSL) e doppino "sfortunato" collegato a MUX;
2. centrale senza DSLAM (con o senza MUX): è il caso più probabile e frequente.

### Mini-DSLAM
Il mini-DSLAM era una soluzione progettuale che forniva una velocità di connessione massima di 640 kbit/s per utenza telefonica collegata, per un numero che varia da 64 a 128 utenze per apparecchio installato. La soluzione veniva adottata per le centrali telefoniche non collegate in fibra ottica, ma su doppino, per ragioni sostanzialmente economiche.

### Il problema della fibra ottica
Per la copertura a banda larga di un territorio oltre al DSLAM è necessario in genere anche la presenza della fibra ottica a partire dalla prima centrale telefonica (Stadio di Linea) verso lo Stadio di Gruppo Urbano per raccogliere su di sé le bande larghe dei vari doppini entranti dal lato utente. Ad ogni modo gli Stadi di linea della rete telefonica risultano molto spesso già cablati in fibra verso lo Stadio di Gruppo Urbano lasciando quindi il problema della copertura ADSL come un fatto unicamente dovuto alla mancanza delle opportune apparecchiature in centrale (DSLAM e MUX di cui sopra) e alla distanza effettiva dell'utenza finale dalla centrale stessa. I costi eventuali di posa della fibra così come quelli degli apparati possono essere tali che l'investimento non produca un adeguato ritorno economico per l'operatore se il numero di utenti da servire su un territorio è basso.
Per aumentare la banda larga a disposizione dell'utente l'evoluzione è il passaggio al collegamento diretto su fibra ottica.

#### Fibra ottica o ponte radio
Se la centrale telefonica non è servita da fibra ottica, il ponte radio è una soluzione per fornire banda larga, senza penalizzare le prestazioni.
Gli operatori telefonici adottano ponti radio PDH/SDH o IP, che prevede parabole simili a quelle satellitari, con un diametro che può variare dai 60 cm, per tratte di pochi chilometri, ai 120 cm, per tratte molto lunghe.
I ponti radio usano frequenze a 2.4 GHz che non risentono di fenomeni atmosferici ovvero disturbi di radiopropagazione. La qualità del servizio è in genere molto buona, nonostante il segnale subisca un'attenuazione con la distanza, e in presenza di ostacoli fisici in traiettoria ottica. Il segnale degrada rapidamente a 5 km di distanza dalla parabola.

## Funzionamento
Attualmente, la maggior parte delle comunicazioni ADSL è full-duplex. La comunicazione ADSL full duplex viene generalmente eseguita su una coppia di fili tramite duplex a divisione di frequenza (FDD), duplex a cancellazione di eco (ECD) o duplex a divisione di tempo (TDD). FDD utilizza due bande di frequenza separate, denominate bande a monte e a valle. La banda a monte viene utilizzata per la comunicazione dall'utente finale all'ufficio centrale del telefono. La banda a valle viene utilizzata per comunicare dall'ufficio centrale all'utente finale.
La capacità di trasferimento dei dati del modem DSL, pertanto, i rapporti sono determinati dal totale delle allocazioni di bit per contenitore di tutti i raccoglitori combinati. Rapporti più elevati tra segnale e rumore e più contenitori in uso offrono una capacità di collegamento totale più elevata, mentre rapporti segnale / rumore inferiori o un numero inferiore di contenitori consentono una capacità di collegamento bassa. La capacità massima totale derivata dalla somma dei bit per contenitore è riportata dai modem DSL ed è talvolta definita velocità di sincronizzazione. Ciò sarà sempre piuttosto fuorviante, poiché la vera capacità massima di collegamento per la velocità di trasferimento dei dati dell'utente sarà significativamente inferiore; Poiché vengono trasmessi dati extra che vengono definiti overhead del protocollo, le cifre ridotte per le connessioni PPPoA di circa l'84-87%, al massimo, sono comuni. Inoltre, alcuni ISP avranno politiche del traffico che limitano le velocità di trasferimento massime nelle reti oltre lo scambio e la congestione del traffico su Internet, il carico pesante sui server e la lentezza o l'inefficienza nei computer dei clienti potrebbero contribuire a riduzioni al di sotto del massimo raggiungibile . Quando viene utilizzato un punto di accesso wireless, la qualità del segnale wireless bassa o instabile può anche causare una riduzione o una fluttuazione della velocità effettiva.
Nella modalità a frequenza fissa, la frequenza di sincronizzazione è predefinita dall'operatore e il modem DSL sceglie un'allocazione bit per scomparto che produce un tasso di errore approssimativamente uguale in ciascun contenitore. [3] Nella modalità a velocità variabile, i bit per bin vengono scelti per massimizzare la frequenza di sincronizzazione, soggetta a un rischio di errore tollerabile. [3] Queste scelte possono essere sia prudenti, in cui il modem sceglie di allocare meno bit per bin di quanto potrebbe, una scelta che rende la connessione più lenta, o meno conservativa in cui vengono scelti più bit per bin, nel qual caso c'è un rischio maggiore In caso di errore, i futuri rapporti segnale / rumore si deteriorano fino al punto in cui le allocazioni dei bit per contenitore sono troppo elevate per far fronte al maggiore rumore presente. Questo conservatorismo, che implica la scelta di utilizzare meno bit per bin come salvaguardia contro gli aumenti futuri del rumore, viene segnalato come margine del rapporto segnale-rumore o margine SNR. Questo conservatorismo, che implica la scelta di utilizzare meno bit per bin come salvaguardia contro gli aumenti futuri del rumore, viene segnalato come margine del rapporto segnale-rumore o margine SNR.
Il centralino telefonico può indicare un margine SNR suggerito al modem DSL del cliente quando si collega inizialmente, e il modem può rendere di conseguenza il proprio piano di allocazione bit-per-bin. Un margine SNR elevato significherà un throughput massimo ridotto, ma una maggiore affidabilità e stabilità della connessione. Un margine SNR basso significherà alte velocità, a condizione che il livello di rumore non aumenti eccessivamente; in caso contrario, la connessione dovrà essere eliminata e rinegoziata (risincronizzata). ADSL2 + può meglio adattarsi a tali circostanze, offrendo una funzionalità definita SRA (Seamless Rate Adaptration), che può adattarsi alle variazioni della capacità di collegamento totale con meno interruzioni delle comunicazioni.

### Velocità di scaricamento
La massima velocità di scaricamento teorica raggiungibile da ADSL 2+ dipende dalla distanza dal modem utente alla DSLAM.
| Velocità di scaricamento | Velocità di scaricamento | Tempo di scaricamento |
| ------------------------ | ------------------------ | --------------------- |
| (Megabits al secondo)    | (Megabytes al secondo)   | (9.3MB MP3 file)      |
| 24.0 Mbps                | 3.0 MB/sec               | ~3.0 secondi          |
| 23.0 Mbps                | 2.88 MB/sec              | ~3.2 secondi          |
| 22.0 Mbps                | 2.75 MB/sec              | ~3.4 secondi          |
| 21.0 Mbps                | 2.63 MB/sec              | ~3.5 secondi          |
| 19.0 Mbps                | 2.38 MB/sec              | ~3.9 secondi          |
| 16.0 Mbps                | 2.0 MB/sec               | 4.7 secondi           |
| 12.0 Mbps                | 1.5 MB/sec               | 6.2 secondi           |
| 8.0 Mbps                 | 1.0 MB/sec               | 9.3 secondi           |
| 3.0 Mbps                 | 0.38 MB/sec (384 KB/sec) | ~24.5 secondi         |
| 1.5 Mbps                 | 0.19 MB/sec (192 KB/sec) | ~49 secondi           |

Note
- Il megabit al secondo è generalmente la misura utilizzata dalla maggior parte degli ISP quando pubblicizza la velocità della linea.
- I megabyte al secondo danno un'idea più chiara della velocità in relazione ai file, in quanto la maggior parte dei file tipici scaricati (come documenti, foto e file musicali) vengono solitamente visualizzati in termini di dimensioni MB, non di Mb
- Gli esempi di tempo di scaricamento dimostrano quanto tempo occorrerebbe per scaricare un singolo file MP3 da 9,3 MB di lunghezza (4 minuti, codificato a 320 kbps). Questi tempi presuppongono che una linea funzioni sempre alla velocità mostrata. Nella vita reale, le velocità variano spesso durante il giorno e nei casi in cui una linea a banda larga è condivisa tra più dispositivi diversi (ad esempio un router wireless con più dispositivi collegati ad esso).

## Utilizzo
ADSL viene usato per la connessione a Internet sul cosiddetto "ultimo miglio", ovvero il tratto di doppino telefonico tra il domicilio dell'utente e la centrale telefonica. Questo tratto di doppino è normalmente dedicato a una sola utenza, anche se per gran parte si trova in cavi multicoppia insieme ad altri doppini.
Uno dei punti di forza delle tecnologie ADSL è la possibilità di usufruirne senza dover cambiare i cavi telefonici esistenti. Questo risultato è ottenuto al costo di una certa complessità tecnologica: le capacità fisiche della linea trasmissiva vengono sfruttate al limite, e ben oltre l'utilizzo per cui le linee stesse erano state progettate. Di conseguenza le prestazioni ottenibili dipendono fortemente dalla distanza dalla centrale, dalla qualità dei cavi, dalla presenza di eventuali disturbi elettromagnetici lungo la linea (interferenze da diafonia).
La scelta di dedicare una banda maggiore al downstream piuttosto che all'upstream risiede essenzialmente nel fatto che il DSLAM costituisca il punto più rumoroso del local loop, in esso è il segnale in upstream ad avere la minore intensità, ponendo quindi un vincolo in termini di SNR, tuttavia, generalmente, l'utente residenziale ha maggior bisogno di banda in scarico dalla rete piuttosto che per trasmettere dati verso di esse, al contrario gli utenti business devono ricorrere alle più costose linee dedicate.

## Aspetti commerciali
I DSLAM installati nelle centrali telefoniche modulano il segnale sul doppino in rame.
La banda minima garantita (BMG) è a discrezione del provider. Teoricamente ADSL non ha una velocità minima, massima e un throughput medio, ma un solo parametro di velocità: nei contratti è infatti indicata una sola velocità, che propriamente è detta velocità di punta (Peak Cell Rate, PCR). Gli operatori mettono a disposizione dell'utente un canale con date caratteristiche, quali PCR e BMG. Sul nodo esistono dei dispositivi chiamati PE (Provider Edge) che filtrano i pacchetti IP dando priorità alle ADSL con BMG più elevata. La BMG è espressa in Kbps (Kilobit al secondo) ed i contratti con BMG sono tipicamente riservati alle aziende. L'offerta commerciale per utenze residenziali è mediamente senza BMG (BMG=0). Eventuali rallentamenti possono essere dovuti a diversi fattori, tra cui congestione del nodo ATM oppure problemi di banda del nodo (server) remoto a cui si inoltrano le richieste.
Alcuni operatori effettuano overbooking: la somma dei singoli BMG delle connessioni supera il BMG del nodo di attestazione. Questo significa che potrebbero verificarsi delle congestioni a causa dell'elevato traffico generato contemporaneamente dagli utenti.
Tipicamente, i contratti ADSL non garantiscono la continuità del servizio. In caso di interruzioni dovute a cortocircuiti, allagamenti o atti vandalici nelle centrali telefoniche, danneggiamento dei cablaggi durante cantieri di lavoro, l'utente con tariffa flat è tenuto dal contratto a pagare anche per i mesi in cui l'ADSL non è più disponibile sulla sua linea.
La legge sul servizio universale impone di garantire il servizio voce e una banda minima di 30 kbit/s per le connessioni Internet. Le linee ADSL di Telecom o le linee di altri operatori attestate in wholesale Telecom hanno una banda minima garantita di 10 kbit/s, che è quella richiesta per il traffico voce, e non garantisce nemmeno un collegamento Internet in connessione analogica.